# Armenia en los Juegos Paralímpicos de Sídney 2000
Armenia estuvo representada en los Juegos Paralímpicos de Sídney 2000 por cuatro deportistas masculinos. El equipo paralímpico armenio no obtuvo ninguna medalla en estos Juegos.